# Трэверс, Питер
Питер Трэверс (англ. Peter Travers) — один из самых популярных американских кинокритиков, c 1989 года работает в журнале Rolling Stone. До этого состоял в штате журнала People. Его рецензии отличаются краткостью, но их часто цитируют на обложках дисков с фильмами. На сайте журнала доступны видеоролики с его рекомендациями относительно новых фильмов. Он также берёт интервью у знаменитостей для телеканала «Эй-би-си». Лучшим фильмом 1980-х Трэверс считает «Синий бархат». Подводя итоги 2000-х годов, он назвал лучшими фильмами «Нефть», «Дитя человеческое», «Малхолланд Драйв» и «Оправданную жестокость».

## Личная жизнь
В 1967 году, женился на Диане Харрис из Уайт-Плейнс; брак закончился разводом. Вторая жена — Робин Ли Риверс, актриса и выпускница Вассарского колледжа.  Дети — Дженифер, Дэвид и Алекс.